# Copa do Mundo de Rugby Sevens de 2005

## Grupo A
| Seleção        | Vitórias | Empates | Derrotas | Pontos a favor | Pontos contra | Pontos |
| -------------- | -------- | ------- | -------- | -------------- | ------------- | ------ |
| Nova Zelândia  | 5        | 0       | 0        | 211            | 17            | 15     |
| Escócia        | 4        | 0       | 1        | 114            | 98            | 13     |
| Estados Unidos | 2        | 0       | 3        | 88             | 145           | 9      |
| Irlanda        | 2        | 0       | 3        | 86             | 140           | 9      |
| Coreia         | 1        | 0       | 4        | 66             | 152           | 7      |
| Tonga          | 1        | 0       | 4        | 72             | 85            | 7      |

## Grupo B
| Seleção    | Vitórias | Empates | Derrotas | Pontos a favor | Pontos contra | Pontos |
| ---------- | -------- | ------- | -------- | -------------- | ------------- | ------ |
| Inglaterra | 4        | 0       | 1        | 158            | 35            | 13     |
| França     | 4        | 0       | 1        | 130            | 48            | 13     |
| Samoa      | 4        | 0       | 1        | 120            | 41            | 13     |
| Geórgia    | 1        | 1       | 3        | 56             | 152           | 8      |
| Taiwan     | 1        | 0       | 4        | 56             | 157           | 7      |
| Itália     | 0        | 1       | 4        | 46             | 133           | 6      |

## Grupo C
| Seleção   | Vitórias | Empates | Derrotas | Pontos a favor | Pontos contra | Pontos |
| --------- | -------- | ------- | -------- | -------------- | ------------- | ------ |
| Fiji      | 5        | 0       | 0        | 178            | 19            | 15     |
| Austrália | 4        | 0       | 1        | 138            | 69            | 13     |
| Japão     | 3        | 0       | 2        | 64             | 107           | 11     |
| Portugal  | 2        | 0       | 3        | 50             | 85            | 9      |
| Canadá    | 1        | 0       | 4        | 83             | 91            | 7      |
| Hong Kong | 0        | 0       | 5        | 15             | 157           | 5      |

## Grupo D
| Seleção       | Vitórias | Empates | Derrotas | Pontos a favor | Pontos contra | Pontos |
| ------------- | -------- | ------- | -------- | -------------- | ------------- | ------ |
| África do Sul | 4        | 0       | 1        | 173            | 48            | 13     |
| Argentina     | 4        | 0       | 1        | 138            | 48            | 13     |
| Tunísia       | 3        | 0       | 2        | 93             | 70            | 11     |
| Rússia        | 2        | 0       | 3        | 86             | 170           | 9      |
| Quênia        | 2        | 0       | 3        | 75             | 124           | 9      |
| Uruguai       | 0        | 0       | 5        | 55             | 160           | 5      |